# Герман Лоттманн
Герман Лоттманн (нім. Hermann Lottmann; 23 березня 1881, Потсдам — 8 липня 1943, Берлін) — німецький інженер, один із керівників німецького кораблебудування, міністерський директор.

## Біографія
В 1901 році проходив службу на флоті. Після демобілізації здобув вищу інженерну освіту. 2 квітня 1907 року вступив у ВМФ як вільнонайманий інженер кораблебудівного відділу Імперських верфей Вільгельмсгафена. 1 жовтня 1910 року переведений у Відділ кораблебудування Імперського морського управління, асистент заступника начальника відділу. Майже всю Першу світову війну провів в Імперському морському управлінні і лише 17 жовтня 1917 року був переведений директором кораблебудування на верфі Брюгге. З квітня 1918 року — виконавчий директор верфей Антверпена, з 7 вересня 1918 року — на військово-морських верфях Вільгельмсгафена, одних з найбільших верфей ВМФ Німеччини. Після закінчення війни служив у Вільгельмсгафені, обіймаючи різні посади, в тому числі з 13 жовтня 1927 року директора нових розробок. З 18 вересня 1933 року — директор кораблебудування військово-морських верфей Вільгельмсгафена. Брав активну участь у розробці та здійсненні програми кораблебудування крігсмаріне. 1 вересня 1937 року очолив Відділ кораблебудування (K I) Управління кораблебудування ОКМ. 31 серпня 1939 року відділ був розгорнутий в управлінську групу, а Лоттманн залишився на чолі її. До кінця життя очолював роботу з організації будівництва військових кораблів.

## Звання
- Боцмансмат (9 квітня 1902)
- Лейтенант резерву (9 листопада 1907)
- Майстер кораблебудування (8 листопада 1910)
- Міністерський директор (9 жовтня 1939)

## Нагороди
- Залізний хрест 2-го класу для некомбатантів
- Військовий Хрест Фрідріха-Августа (Ольденбург) 2-го класу
- Почесний хрест ветерана війни
- Медаль «За вислугу років у Вермахті» 4-го, 3-го, 2-го і 1-го класу (25 років)
- Хрест Воєнних заслуг 2-го і 1-го класу з мечами